# Sunpower
Ne doit pas être confondu avec Suntech Power.

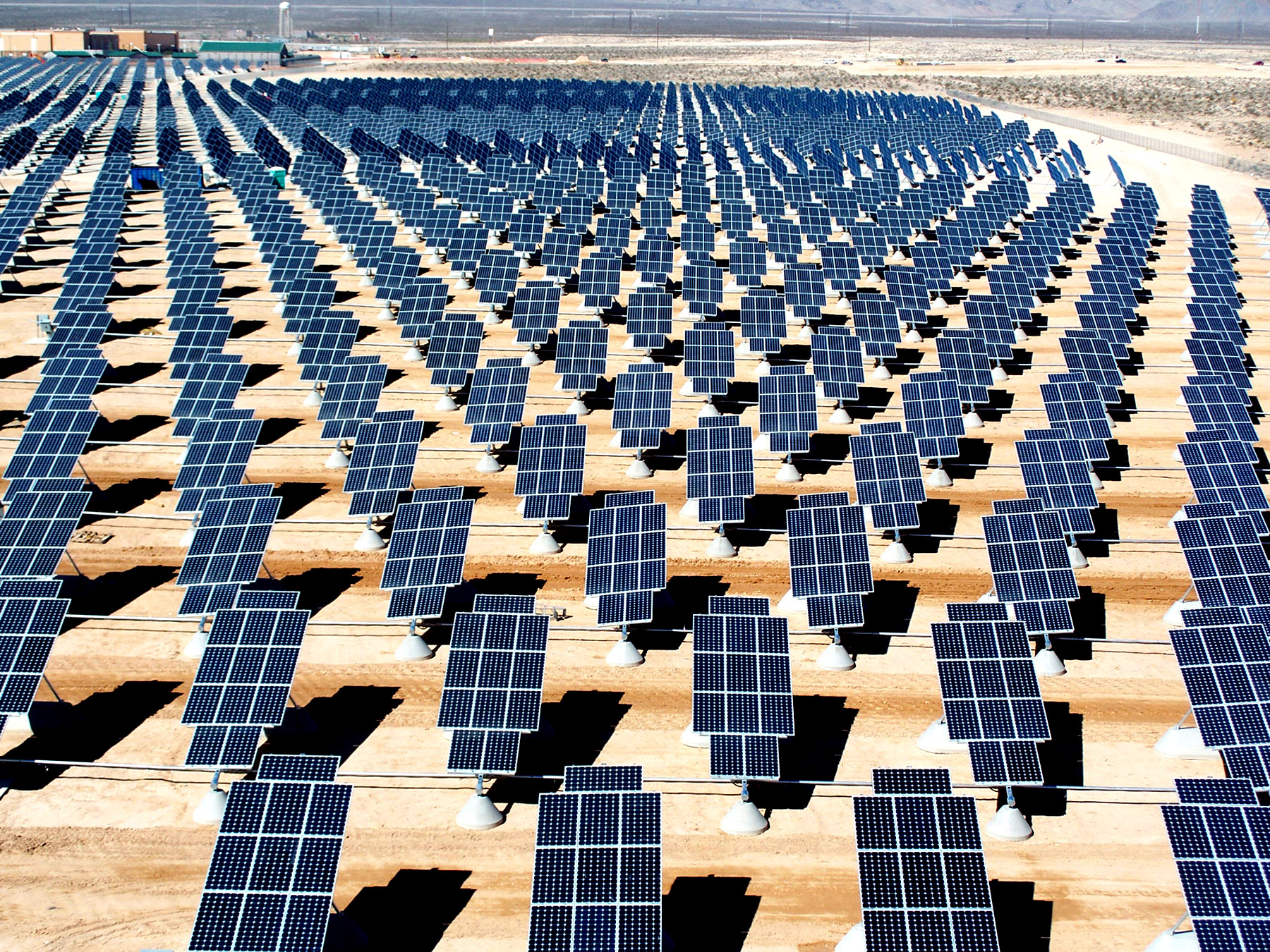
Champ de panneaux solaires du Nellis Solar Power Plant (Nevada), fabriqués par Sunpower.

SunPower Corporation est un ancien fabricant de panneaux solaires, activité cédée en 2019 à Maxeon Solar, SunPower conservant ses activités de développeur d'installations solaire en toiture. En avril 2011 Total (TotalEnergies depuis 2021), qui possède également Tenesol, a pris une participation majoritaire, ramenée progressivement à 32,5 %.
Sunpower cesse toutes ses activités en juillet 2024 et se déclare en faillite le 6 août de la même année.

## Historique
L'entreprise est fondée en avril 1985 par Richard Swanson, professeur d'Ingénierie à l'université de Stanford, et Richard Crane sous le nom d'EOS Electric Power. La société est renommée SunPower en 1988.
Elle inaugure en 2007 le plus grand champ de panneaux solaires en Amérique du Nord dans le Nevada, le Nellis Solar Power Plant qui produit 14 mégawatts.
Cotée au NASDAQ (SPWR), Sunpower rachète en janvier 2007 PowerLight Corporation, puis, en février 2010, le groupe européen SunRay Renewable Energy pour 277 millions de dollars[réf. nécessaire].
Le 29 avril 2011 Total, qui investit par ailleurs dans le fabricant lyonnais de panneaux solaires, Tenesol, rachète 60 % des parts de la firme américaine pour 1,38 milliard de dollars.
Sunpower ouvre en mai 2012, une usine à Porcelette, en Moselle. Deux ans plus tard, elle en projette plusieurs dans le monde. Mais en 2016, malgré un record en nombre de commandes, l'entreprise annonce la fermeture d'une usine aux Philippines.
Sunpower construit en 2014 la plus grosse centrale photovoltaïque du monde dans le désert de Mojave à 125 km au nord de Los Angeles : Solar Star, centrale dont la puissance est annoncée à 579 mégawatts,,.
En décembre 2016, Sunpower annonce une restructuration importante induisant le départ de 25 % de ses effectifs soit près de 2 500 personnes. Cette restructuration touche notamment une usine aux Philippines qui fermera ses portes.
En avril 2018, SunPower acquiert SolarWorld Americas, pour un montant non dévoilé, dans le but de renforcer sa production aux États-Unis à la suite de l'augmentation des droits de douane américains sur les panneaux photovoltaïques.
En novembre 2019, SunPower annonce la scission de ses activités de production basées à l'international et celles de stockage et de services centrées sur les États-Unis. La première prendra pour nom Maxeon Solar et installera son siège à Singapour quand la seconde gardera le nom de Sunpower et son siège en Californie. Cette scission s'accompagne d'une prise de participation de Tianjin Zhonghuan Semiconductor de 29 % dans Maxeon Solar  pour 298 millions de dollars.
En février 2022, TotalEnergies annonce l'acquisition de certaines activités de SunPower pour 250 millions de dollars. En octobre 2022, Maxeon-SunPower ferme sa dernière usine de 3 600 m2 de panneaux solaires en Moselle ouverte 10 ans plus tôt à Porcelette en raison de sa taille jugée trop petite.
Le 18 juillet 2024, SunPower annonce l'arrêt de toutes ses activités. Le marché est freiné par la hausse des taux d'intérêt et des changements de réglementation aux États-Unis. Wood Mackenzie prévoit pour 2024 une chute de 13 % des installations neuves dans le solaire résidentiel aux États-Unis, et de 40 % en Californie. De plus, SunPower a reçu en février 2024 une assignation de la Securities and Exchange Commission concernant ses pratiques comptables. Plus récemment, le cabinet Ernst & Young chargé d'auditer ses comptes a démissionné. TotalEnergies a récemment réduit sa participation à 32,5 %. En 2023, SunPower affichait une perte nette de 247 millions de dollars pour 1,69 milliard de dollars de revenus. Le 6 août 2024, l'entreprise se déclare en faillite,.

## Actionnaires
Liste des principaux actionnaires au 13 novembre 2019

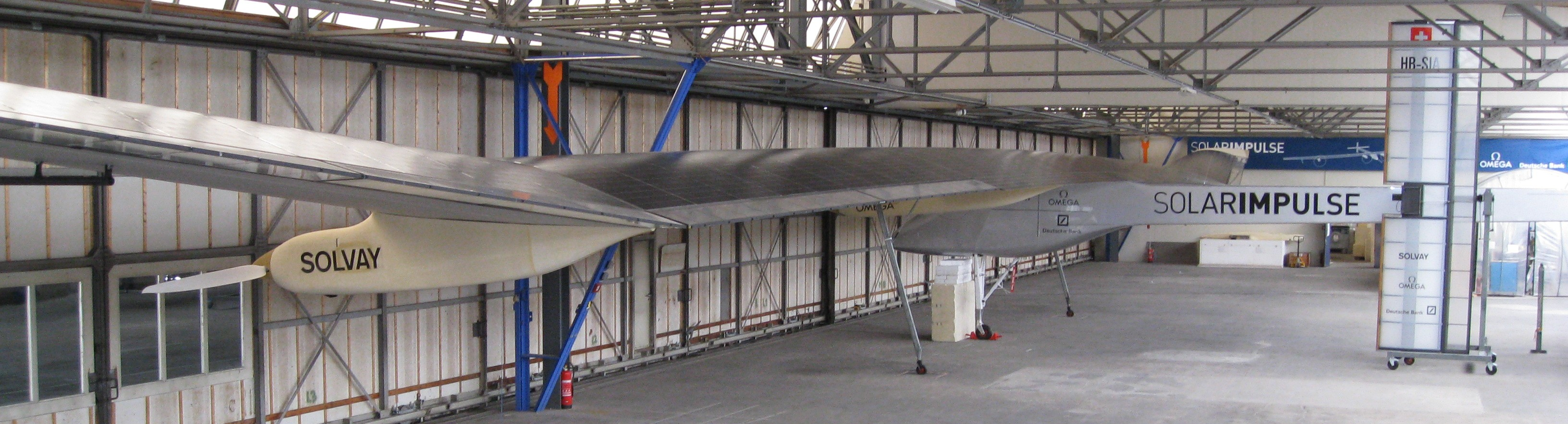
Le Solar Impulse, équipé des cellules photovoltaïques de l'entreprise

| Total                                | 55,1% |
| The Vanguard Group                   | 5,41% |
| Impax Asset Management               | 2,53% |
| Janus Capital Management             | 2,30% |
| Ubs Asset Management (Americas)      | 1,99% |
| Invesco Capital Management           | 1,64% |
| Guggenheim Funds Investment Advisors | 1,59% |
| Edgewood Management                  | 1,49% |
| I. G. Investment Management          | 1,47% |
| SSgA Funds Management                | 1,45% |

## Savoir-faire
Les cellules photovoltaïques produites par la firme sont particulièrement performantes : selon Philippe Boisseau, directeur de l'énergie solaire chez Total, ses « panneaux [...] affichent le meilleur rendement du marché, à 25 % contre 17 % pour les panneaux standard ».
Ce sont ses cellules qui ont été utilisées pour le drone NASA Pathfinder. L'entreprise a également équipé le prototype de l'avion solaire Solar Impulse développé à l'EPFL.